# Brélès
Brélès (Bretons: Brelez) is een gemeente in het Franse departement Finistère, in de regio Bretagne. De plaats maakt deel uit van het arrondissement Brest en ligt aan de Aber Ildut

## Geografie
De onderstaande kaart toont de ligging van Brélès met de belangrijkste infrastructuur en aangrenzende gemeenten.

## Demografie
Onderstaande figuur toont het verloop van het inwonertal (bron: INSEE-tellingen).

## Bezienswaardigheden
- Onze-Lieve-Vrouwekerk van Brélès
- Kasteel Kergroadès
- Landhuis Bel-Air
- Landhuis Brescanvel

1. ↑  Populations de référence 2022.